# Socotrià
El socotrià, o com l'anomenen els parlants soqotri, és la llengua pròpia de les illes Socotra, que formen part del Iemen. Es classifica al grup de llengües sud-aràbigues modernes de la branca meridional del semític occidental (com l'àrab i les llengües semítiques d'Etiòpia). Els parlants de les diverses llengües sud-aràbics moderns no es poden entendre ni entre ells ni amb els àrabs.